# Gadilimorpha
Sous-ordre
Gadilimorpha est un sous-ordre de mollusques scaphopodes marins.

## Liste des familles
- Gadilidae Stoliczka, 1868
- Pulsellidae Scarabino in Boss, 1982
- Wemersoniellidae Scarabino, 1986

## Liste des genres de position incertaine
- Compressidens Pilsbry & Sharp, 1897
- Megaentalina Habe, 1963

### Publication originale
- Steiner, 1992 : Phylogeny and classification of Scaphopoda. Journal of Molluscan Studies, 58-4 pp 385-400.